# Regla de Tarrasch
La Regla de Tarrasch es un principio general que se aplica en la mayoría de las posiciones de medio juego y final del ajedrez. Siegbert Tarrasch estableció la "regla" de que las torres deberán colocarse detrás de los peones pasados sean los propios o los del oponente. Esta regla normalmente es cierta, pero no siempre. Tarrasch ha sido citado diciendo "Siempre pon la torre detrás de los peones.... Excepto cuando sea incorrecto hacerlo así."

## Razonamiento
El avance de los peones pasados alarga el rango de filas de la torre que está detrás del peón y reduce el rango de una que está delante. Una torre escoltando un peón desde delante tiene que moverse hacia fuera, potencialmente dejando el peón indefenso, si quiere coronar. Una torre detrás de un peón pasado enemigo puede generar contrajuego más rápidamente.

## Ejemplos
Aquí hay dos posiciones para ilustrar el principio.

### La torre detrás de un peón pasado propio: victoria
|       |    |    |    |    |       |       |       |    |  |
|       | a8 | b8 | c8 | d8 | e8    | f8    | g8    | h8 |  |
| a7    | b7 | c7 | d7 | e7 | f7 pd | g7 kd | h7    |    |  |
| a6 rd | b6 | c6 | d6 | e6 | f6    | g6 pd | h6 pd |    |  |
| a5 pl | b5 | c5 | d5 | e5 | f5    | g5    | h5    |    |  |
| a4 rl | b4 | c4 | d4 | e4 | f4    | g4    | h4 pl |    |  |
| a3    | b3 | c3 | d3 | e3 | f3    | g3 pl | h3    |    |  |
| a2    | b2 | c2 | d2 | e2 | f2 pl | g2 kl | h2    |    |  |
| a1    | b1 | c1 | d1 | e1 | f1    | g1    | h1    |    |  |
|       |    |    |    |    |       |       |       |    |  |

En el primer diagrama, la torre blanca está detrás de su peón pasado en la columna a y la posición está ganada para el blanco.
La técnica para ganar es sencilla:
1. Mover el rey hacia el peón pasado. El rey defensor también se tiene que mover hacia ese lado, de otra forma estaría forzado a entregar su torre por el peón.
2. Si el rey atacante no puede penetrar en la posición negra debido a la oposición, se gana un tiempo moviendo la torre hacia arriba y hacia abajo en la columna. Cuando los movimientos de peón estén agotados, el defensor no tendrá más opciones.
3. Si la torre defensora retrocede, entonces se avanza el peón. El defensor no puede continuar teniendo esta estrategia. Si el rey defensor se aleja del peón, el rey atacante se mueve hacia el peón y fuerza su avance y el defensor tendrá que entregar su torre. Así que la única opción para el rey defensor es moverse hacia el peón pasado.
4. El rey atacante penetra en la estructura de peones del flanco de rey tan lejos como sea posible. Si el defensor gana el peón pasado, se cambian las torres y el final de reyes y peones resultante se gana fácilmente.
5. En el momento adecuado, la torre atacante abandona el peón y participa en el ataque a los peones del flanco de rey obteniendo un final de torres y peones contra torre que se gana fácilmente.

La partida 34.ª del encuentro por el campeonato del mundo de ajedrez de 1927 entre Alexander Alekhine y José Raúl Capablanca es un ejemplo clásico de la técnica. La posición es después del movimiento blanco 54.Ta4. El blanco ganó en el movimiento 82.(Korchnoi, 2002, p. 15).

### La torre detrás de los peones pasados enemigos: normalmente tablas
|       |    |       |    |    |       |       |       |    |  |
|       | a8 | b8    | c8 | d8 | e8    | f8    | g8    | h8 |  |
| a7    | b7 | c7    | d7 | e7 | f7 pd | g7 pd | h7 kd |    |  |
| a6    | b6 | c6 rl | d6 | e6 | f6    | g6    | h6 pd |    |  |
| a5 pd | b5 | c5    | d5 | e5 | f5    | g5    | h5    |    |  |
| a4 rd | b4 | c4    | d4 | e4 | f4    | g4    | h4    |    |  |
| a3    | b3 | c3    | d3 | e3 | f3    | g3 pl | h3    |    |  |
| a2    | b2 | c2    | d2 | e2 | f2 pl | g2    | h2 pl |    |  |
| a1    | b1 | c1    | d1 | e1 | f1    | g1 kl | h1    |    |  |
|       |    |       |    |    |       |       |       |    |  |

|       |       |    |    |       |       |       |       |    |  |
|       | a8 rl | b8 | c8 | d8    | e8    | f8    | g8    | h8 |  |
| a7    | b7    | c7 | d7 | e7    | f7    | g7    | h7    |    |  |
| a6 pl | b6    | c6 | d6 | e6    | f6 pd | g6 pd | h6    |    |  |
| a5    | b5    | c5 | d5 | e5    | f5    | g5    | h5 pd |    |  |
| a4    | b4    | c4 | d4 | e4 kd | f4    | g4    | h4 pl |    |  |
| a3 rd | b3    | c3 | d3 | e3    | f3    | g3 pl | h3    |    |  |
| a2    | b2    | c2 | d2 | e2 kl | f2 pl | g2    | h2    |    |  |
| a1    | b1    | c1 | d1 | e1    | f1    | g1    | h1    |    |  |
|       |       |    |    |       |       |       |       |    |  |

Las posiciones similares a la primera posición con la torre detrás de los peones enemigos son generalmente tablas, pero no siempre. La segunda posición ocurrió después del movimiento 35 de las blancas en la octava partida del encuentro entre Henrique Mecking y Víktor Korchnói de 1974. El blanco moverá Ta6 tan pronto como sea posible. La torre negra está enfrende de su peón pasado en la columna a y la partida terminó en tablas en el movimiento 55 (Korchnoi, 2002, pp. 15-16). 
En la posición entre Wolfgang Unzicker y Erik Lundin, las blancas juegan y ganan debido a 48.f3+! única. Si el peón negro siguiera en f7, el rey negro podría volver a f6 o g7 y la posición sería tablas. (Si 48.a7? Ta2+ y 49... Rf3 tablas.)

### Nuevos análisis
|       |    |    |    |    |       |       |       |    |  |
|       | a8 | b8 | c8 | d8 | e8    | f8    | g8    | h8 |  |
| a7    | b7 | c7 | d7 | e7 | f7    | g7 kd | h7 pd |    |  |
| a6    | b6 | c6 | d6 | e6 | f6    | g6 pd | h6    |    |  |
| a5 rl | b5 | c5 | d5 | e5 | f5 pd | g5    | h5    |    |  |
| a4 pl | b4 | c4 | d4 | e4 | f4    | g4    | h4    |    |  |
| a3 rd | b3 | c3 | d3 | e3 | f3    | g3 pl | h3 pl |    |  |
| a2    | b2 | c2 | d2 | e2 | f2 pl | g2 kl | h2    |    |  |
| a1    | b1 | c1 | d1 | e1 | f1    | g1    | h1    |    |  |
|       |    |    |    |    |       |       |       |    |  |

Las razones de que este tipo de posiciones se pensara durante mucho tiempo que eran tablas fáciles son:
1. El blanco no puede avanzar su peón a la séptima fila, porque eso privaría a su rey de cualquier refugio
2. Por tanto, el blanco tendrá que avanzar su peón sólo hasta la sexta fila para que su rey se refugie en a7
3. El único intento de victoria blanca era mover su rey hasta a7. Entonces se juega Tb8-b6, Tb7, a7 (amenazando Ta6), forzando al negro a entregar su torre por el peón.
4. Pero mientras el blanco está gastando todo este tiempo, la torre negra puede ganar los peones blancos del flanco de rey y entonces avanzar los recientemente creados peones pasados.
5. Es bien conocido para elblanco incluso la posibilidad de perder el final de torre contra varios peones pasados.
6. Entonces si el blanco intenta ganar por todos los medios, realmente lo que puede pasar es que pierda.

Los recientes análisis teóricos de esta posición demuestran que el blanco tiene una fuerte maniobra: 
1. Avanzar el peón a la sexta fila.
2. Mover el rey hacia el flanco de dama.
3. Cuando la torre negra capture un peón del flanco de rey, se quita la torre de protección del peón moviéndola a la columna c, por ejemplo, Tc7 para avanzar el peón a a7.
4. Entonces se puede mover la torre blanca a la columna a con una ganancia de tiempo. Así, el negro está forzado a sacrificar su torre por el peón sin que el rey blanco se tenga que mover hasta a7. Estos tiempos extra hacen la diferencia entre ganar y entablar o incluso perder.[3]

El negro tiene que jugar de manera muy cuidadosa para entablar, en vez de las fáciles tablas que se pensó que era el caso durante mucho tiempo.
|       |    |    |    |       |       |       |       |    |  |
|       | a8 | b8 | c8 | d8    | e8    | f8    | g8    | h8 |  |
| a7 rl | b7 | c7 | d7 | e7    | f7 pd | g7    | h7    |    |  |
| a6 pl | b6 | c6 | d6 | e6    | f6 kd | g6 pd | h6    |    |  |
| a5    | b5 | c5 | d5 | e5    | f5    | g5    | h5 pd |    |  |
| a4    | b4 | c4 | d4 | e4    | f4    | g4    | h4 pl |    |  |
| a3    | b3 | c3 | d3 | e3 kl | f3    | g3 pl | h3    |    |  |
| a2 rd | b2 | c2 | d2 | e2    | f2 pl | g2    | h2    |    |  |
| a1    | b1 | c1 | d1 | e1    | f1    | g1    | h1    |    |  |
|       |    |    |    |       |       |       |       |    |  |

Kantorovich analizó la posición en el diagrama de la derecha y pensó que el negro entablaba con dos tiempos de más. En 2003 Steckner encontró una mejora para el blanco que gana. Las piezas negras están en sus posiciones óptimas: la torre está detrás del peón a atacando el peón f y el rey está en su ubicación más activa. Si 1.Ta8 Rf5 el negro tiene una tablas fáciles. Sin embargo, el blanco tiene un plan mejor que gana con un juego preciso:
- 1. Rd4! (El peón f tiene que sacrificarse para que la torre deje a7=.
- 1... Txf2
- 2. Tc7! Ta2
- 3. a7 (3. Tc6+ lleva a tablas)
- 3... Rf5
- 4. Rc4!! (El antiguo análisis era 4. Txf7+, conduciendo a unas tablas.)
- 4... Rg4
- 5. Rb3! Ta6
- 6. Tc4+ Rxg3
- 7. Ta4 Txa7
- 8. Txa7 Rxh4
- 9. Rc3 Rg3
- 10. Rd2 h4
- 11. Re2 Rg2
- 12. Txf7 h3
- 13. Tf2+ g3
- 14. Tf6 y el blanco gana (Dvoretsky, 2006, pp. 193ff).

## Excepciones
Hay excepciones a la Regla de Tarrasch. Aquí están algunas.
- En el final de torre y peón contra torre, si el peón no está más allá de la cuarta fila, el mejor lugar para la torre defensora es por delante del peón (Howell, 1997, pp. 38-40),(Dvoretsky, 2006, pp. 150ff).
- En el final de torre y peón contra torre, si el peón defensor está cortado de la fila del peón pasado, entonces la mejor defensa es con la torre en la primera fila (Howell, 1997, p. 37).
- En el final de torre y peón contra torre, cuando el peón es un peón de caballo (columnas b o g), el rey defensor está en frente del peón, pero el defensor no puede llevar su torre a la tercera fila para entablar la posición de Philidor, la torre defensora entabla en la primera fila, pero pierde si está atacando el peón por detrás (Mednis, 1982, p. 16),(Fine y Benko, 2003, p. 295).
- En el final de torre contra peón o peones, la torre está colocada mejor en su primera fila (Fine y Benko, 2003, pp. 275-92),(Mednis, 1998, p. 47).
- En el final de torre y dos peones aislados contra torre, normalmente es mejor para el lado fuerte proteger los peones desde el lateral (Mednis, 1982, p. 29).
- Yuri Averbaj dijo que la regla de Tarrasch normalmente es correcta sólo cuando las torres están batallando en el peón, pero cuando el peón está bloqueado por el rey opuesto, la torre del mismo color así como el meó normalmente está mejor protegido desde el lateral (Emms, 1999, p. 87).

|    |    |       |    |       |       |    |       |    |  |
|    | a8 | b8    | c8 | d8    | e8    | f8 | g8 rd | h8 |  |
| a7 | b7 | c7    | d7 | e7    | f7    | g7 | h7    |    |  |
| a6 | b6 | c6    | d6 | e6    | f6    | g6 | h6 kl |    |  |
| a5 | b5 | c5    | d5 | e5    | f5    | g5 | h5    |    |  |
| a4 | b4 | c4    | d4 | e4 kd | f4    | g4 | h4 pl |    |  |
| a3 | b3 | c3 pl | d3 | e3    | f3 rl | g3 | h3    |    |  |
| a2 | b2 | c2    | d2 | e2    | f2    | g2 | h2    |    |  |
| a1 | b1 | c1    | d1 | e1    | f1    | g1 | h1    |    |  |
|    |    |       |    |       |       |    |       |    |  |

|    |       |    |    |       |       |       |       |    |  |
|    | a8    | b8 | c8 | d8    | e8    | f8    | g8    | h8 |  |
| a7 | b7    | c7 | d7 | e7 rd | f7 pd | g7 kd | h7    |    |  |
| a6 | b6    | c6 | d6 | e6    | f6    | g6 pd | h6 pd |    |  |
| a5 | b5 pd | c5 | d5 | e5    | f5    | g5    | h5    |    |  |
| a4 | b4 rl | c4 | d4 | e4    | f4    | g4    | h4    |    |  |
| a3 | b3    | c3 | d3 | e3    | f3    | g3 pl | h3    |    |  |
| a2 | b2    | c2 | d2 | e2    | f2 pl | g2    | h2 pl |    |  |
| a1 | b1    | c1 | d1 | e1    | f1 kl | g1    | h1    |    |  |
|    |       |    |    |       |       |       |       |    |  |

### Short-Yusupov
La posición de una partida entre Nigel Short y Artur Yusúpov en 1984, es una excepción a la regla de Tarrasch, ya que el rey blanco está clavado en frente del peón (Müller y Lamprecht, 2001, p. 199).  El blanco jugó 1. Th3 (colocando la torre detrás del peón pasado), el negro respondió 1.... Rf5 y resultó ser tablas unos movimientos después. El movimiento 1. Tf7 del blanco hubiera conducido a la victoria, aunque la torre se hubiera situado delante del peón pasado.

### Kharlov-Morozevich
La posición de la partida Kharlov-Morozevich es una de las situaciones en las que no se puede aplicar la regla de Tarrasch (para el negro) (Emms, 1999, pp. 115-16).  El movimiento 1....Tb7 estaría de acuerdo con la regla de Tarrasch, pero 1.... Te5 es el método correcto porque el rey blanco está cortado del peón pasado y el blanco tendrá que gastar muchos tiempos para activar su torre y en ese momento el rey negro podrá alcanzar el flanco de dama. Sin embargo, la regla se sigue aplicando para el blanco y la partida siguió:
2. Td4 Rf6 3. Td8 Re7 4. Tb8 Rd7 5. Tb7+ Rc6 6. Txf7 b4 7. Tf6+ Rb5 8. Txg6 b3 9. Tg8 Te6 10. Tb8+ Tb6 11. Td8 b2 12. Td1 Tc6 13. abandona, 0-1.
Después de 13 Rg2 Tc1 14. Td8 b1=D 15. Tb8+ Rb6 16. Txb1 Txb1 el rey negro está lo suficientemente cerca de los peones del flanco de rey para pararlos.